# Загадка Ендхауза (фільм)
«Загадка Ендхауза» (рос. «Загадка Эндхауза») — російський радянський детективний художній фільм 1989 року режисера Вадима Дербеньова, екранізація однойменного твору Агати Крісті.

## Сюжет
Еркюль Пуаро вирішив відпочити від справ на морському узбережжі. Його супроводжує старий друг капітан Гастінгс. Однак, коли друзі мирно розмовляли в кафе, знаменитому детективові несподівано впала в стакан куля. Пуаро з'ясовує, що куля призначалась чарівній дівчині Нік Баклі, власниці старовинного будинку на краю міста, Ендхауза. Пробивши капелюшок дівчини і зрикошетивши від дерева, куля потрапила в стакан Пуаро, тим самим перервавши його відпочинок. Пуаро вирішує перешкодити планам вбивці і починає розслідування, однак йому не вдається запобігти трагедії.

## У ролях
- Анатолій Равикович —  Еркюль Пуаро
- Дмитро Крилов —  капітан Гастінгс
- Ілона Озола —  Меггі Баклі
- Андрій Харитонов —  Джордж Челенджер
- Віргінія Кельмеліте —  Нік Баклі  (озвучування —  Наталія Гурзо )
- Інара Слуцька —  Фредеріка Райс  (озвучування —  Ольга Гаспарова)
- Юозас Будрайтіс —  Чарльз Вайз
- Павло Сиротін —  інспектор Джепп
- Іта Евер —  місіс Крофт
- Антанас Жякас —  містер Крофт  (озвучування —  Гнат Лейрер)
- Петеріс Вілкасте —  Джим Лазарус
- Георгій Жолудь —  доктор Грехем
- Дарина Дербеньова —  санітарка в клініці доктора Грехема
- Бронюс Жалюнас —  епізод

## Знімальна група
- Автор сценарію і режисер-постановник:  Вадим Дербеньов
- Оператор-постановник:  Леонід Калашников
- Художник-постановник:  Георгій Колганов
- Композитор:  Мікаел Тарівердієв
- Звукооператор:  Рем Собінов